# Bartłomiej Ponikwia
Bartłomiej Ponikwia (ur. 12 kwietnia 1981) – polski biathlonista, medalista mistrzostw Polski, reprezentant Polski, medalista Zimowego Olimpijskiego Festiwalu Młodzieży Europy (1999).

## Życiorys
Był zawodnikiem WKS Legii Zakopane. Na mistrzostwa Polski seniorów zdobył dwa medale w sztafecie: srebrny w 2000 i brązowy w 1999. Był też mistrzem Polski juniorów w sprincie (1999) i w sztafecie (2000), a także mistrzem Polski juniorów biathlonie letnim, w sztafecie w 2000.
Jego największym sukcesem na arenie międzynarodowej był brązowy medal w sprincie podczas Zimowego Olimpijskiego Festiwalu Młodzieży Europy (1999).
Reprezentował Polskę na mistrzostwach Europy juniorów w 2000 (17 m. w biegu indywidualnym, 13 m. w sprincie, 5 m. w biegu na dochodzenie). oraz mistrzostwach świata juniorów w 2000 (77 m. w biegu indywidualnym, 49 m. w sprincie) i 2001 (56 m. w biegu indywidualnym, 60 m. w sprincie).
Biathlon uprawiał także jego ojciec (Ryszard, brat, Robert i siostra, Katarzyna).